# 江村優有
江村 優有（えむら ゆうあ、2002年12月4日 - ）は、日本の女子バスケットボール選手。

## 経歴・人物
2002年12月4日、長崎県佐世保市に生まれる。父はバスケットボールコーチ。母と二人の兄もバスケットボール経験者。3歳のときにバスケットボールを始める。
2015年4月、佐世保市立広田中学校入学。在学中は毎週父と米軍基地に行き、ピックアップゲームをする。成人男性もいるなかで（本人によると「大きいし速いし、すごい跳ぶ」）クイックのシュートは鍛えられる。1年生と2年生の時には長崎県代表メンバーとして都道府県対抗ジュニアバスケットボール大会（ジュニアオールスター）に出場。チームは2年連続で準優勝を決める。
中学時代の活躍が桜花学園高等学校の井上眞一監督の目に留まり、2018年4月、同校入学。2018年6月、東海高等学校総合体育大会で準優勝。2020年、第73回全国高等学校バスケットボール選手権大会（SoftBank ウインターカップ2020）で主将としてチームを牽引、チームは2年連続の優勝を決める。
2021年4月、早稲田大学入学。同年5月、第55回関東大学女子バスケットボール選手権大会でチームは第4位、江村は94得点を挙げ全体の第2位を記録。特に3位決定戦では1試合で48得点を挙げる。本人は「身長とかは関係なくて、スキルで相手を上回っていれば勝てる」と『Number』誌のインタビューで話す。
2023年6月、ウィーンで開催されたFIBA3x3ワールドカップ2023に日本代表チームのメンバーとして出場。チームは世界12位となる。
8月のワールドユニバーシティゲームズにも日本代表として出場し銀メダル獲得。